# Viran Rydkvist
Anna Elvira Oscaria ”Viran” Rydkvist, ibland Rydqvist, född 1 december 1879 i Hedvig Eleonora församling i Stockholm, död där 10 juli 1942, var en svensk skådespelare och teaterdirektör.

## Biografi
Viran Rydkvist var dotter till teaterdirektören Per Albert Rydqvist. Hon scendebuterade 1897  i en mindre roll i operetten Boccaccio på Arenateatern i Stockholm. Hon var engagerad hos Albert Ranft 1897–1900, vid Folkteatern i Stockholm 1900–1903, åter hos Albert Ranft 1903–1905, vid Folkteatern i Göteborg hos Axel Engdahl 1906–1913, vid Hugo Rönnblads sällskap 1913–1914 och åter vid Folkteatern i Göteborg 1914–1917.
Därefter bedrev Rydkvist egen teaterverksamhet fram till 1921, då hon blev instruktör vid Stora Teatern i Göteborg, för att året därpå överta Lilla Teatern i Göteborg, som hon ägde fram till 1938. Hon gav där en bred repertoar med mest folklustspel och revyer. Hon var med och lanserade begreppet buskteater 1930. Vilhelm Moberg menade i ett uttalande att Rydkvist var "bland de få hederliga teaterdirektörer han träffat". Rydkvist medverkade även i Karl Gerhards revyer samt i 29 filmer. 
Viran Rydkvist är begravd på Norra begravningsplatsen utanför Stockholm.

## Filmografi
- 1932 – Jag gifta mig – aldrig
- 1933 – Pettersson & Bendel
- 1936 – Skeppsbrutne Max
- 1937 – Ryska snuvan
- 1938 – Adolf klarar skivan
- 1939 – Oss baroner emellan
- 1940 – Familjen Björck
- 1940 – Frestelse
- 1940 – Gentleman att hyra
- 1940 – Hans Nåds testamente
- 1940 – Juninatten
- 1940 – Kyss henne!
- 1940 – Snurriga familjen
- 1940 – Stora famnen
- 1940 – Swing it, magistern!
- 1941 – Dunungen
- 1941 – Magistrarna på sommarlov
- 1941 – Springpojkar är vi allihopa
- 1941 – Spökreportern
- 1941 – Stackars Ferdinand
- 1941 – Tänk, om jag gifter mig med prästen
- 1942 – En trallande jänta
- 1942 – Jacobs stege
- 1942 – Man glömmer ingenting
- 1942 – Rospiggar
- 1942 – Sexlingar
- 1942 – Tre glada tokar
- 1942 – Tre skojiga skojare
- 1949 – Hur tokigt som helst (klippfilm)
- 1952 – Snurren direkt (klippfilm)

## Teater

### Roller (ej komplett)
| År   | Roll            | Produktion                                                               | Regi              | Teater                |
| ---- | --------------- | ------------------------------------------------------------------------ | ----------------- | --------------------- |
| 1932 |                 | Vi som går köksvägen Gösta Stevens                                       | Nils Lundell      | Södra Teatern         |
| 1936 | Moster Klara    | Moster Klara från Skara Siegfried Fischer                                | Siegfried Fischer | Söders friluftsteater |
| 1936 | Ofelia Jensen   | Kloka gubben Paul Sarauw                                                 | Sigurd Wallén     | Södra Teatern         |
| 1938 | Mrs Peachum     | Tolvskillingsoperan (Die Dreigroschenoper) Bertolt Brecht och Kurt Weill | Ernst Eklund      | Oscarsteatern         |
| 1939 | Fru Jourdain    | Christian Yvan Noé                                                       | Martha Lundholm   | Vasateatern           |
| 1939 | Fru Pollinger   | Konserten Hermann Bahr                                                   | Martha Lundholm   | Vasateatern           |
| 1939 |                 | Katten i säcken Ladislaus Szilagyi och Michael Eisemann                  | Emanuel Gregers   | Vasateatern           |
| 1940 | Mrs Brown       | Den gamla visar sina medaljer J. M. Barrie                               | Martha Lundholm   | Vasateatern           |
| 1940 | Yvonne Stettin  | Eldprovet Henry Kistemaeker                                              | Martha Lundholm   | Vasateatern           |
| 1940 | Mormodern       | Idag blir igår Martha Lundholm                                           | Martha Lundholm   | Vasateatern           |
| 1941 | Demetria Riffle | Nog lever farfar Paul Osborn                                             | Olof Molander     | Vasateatern           |
| 1941 | Rosa            | Trötte Teodor Max Neal och Max Ferner                                    | Olof Molander     | Vasateatern           |
| 1941 |                 | Han som kom till middag George S. Kaufman och Moss Hart                  | Martha Lundholm   | Vasateatern           |
| 1942 | Agnes Toft      | Lille Napoleon Paul Sarauw                                               | Max Hansen        | Vasateatern           |